# 格姆斯法伊倫施托克山
46°51′38″N 8°55′04″E / 46.860472°N 8.917849°E

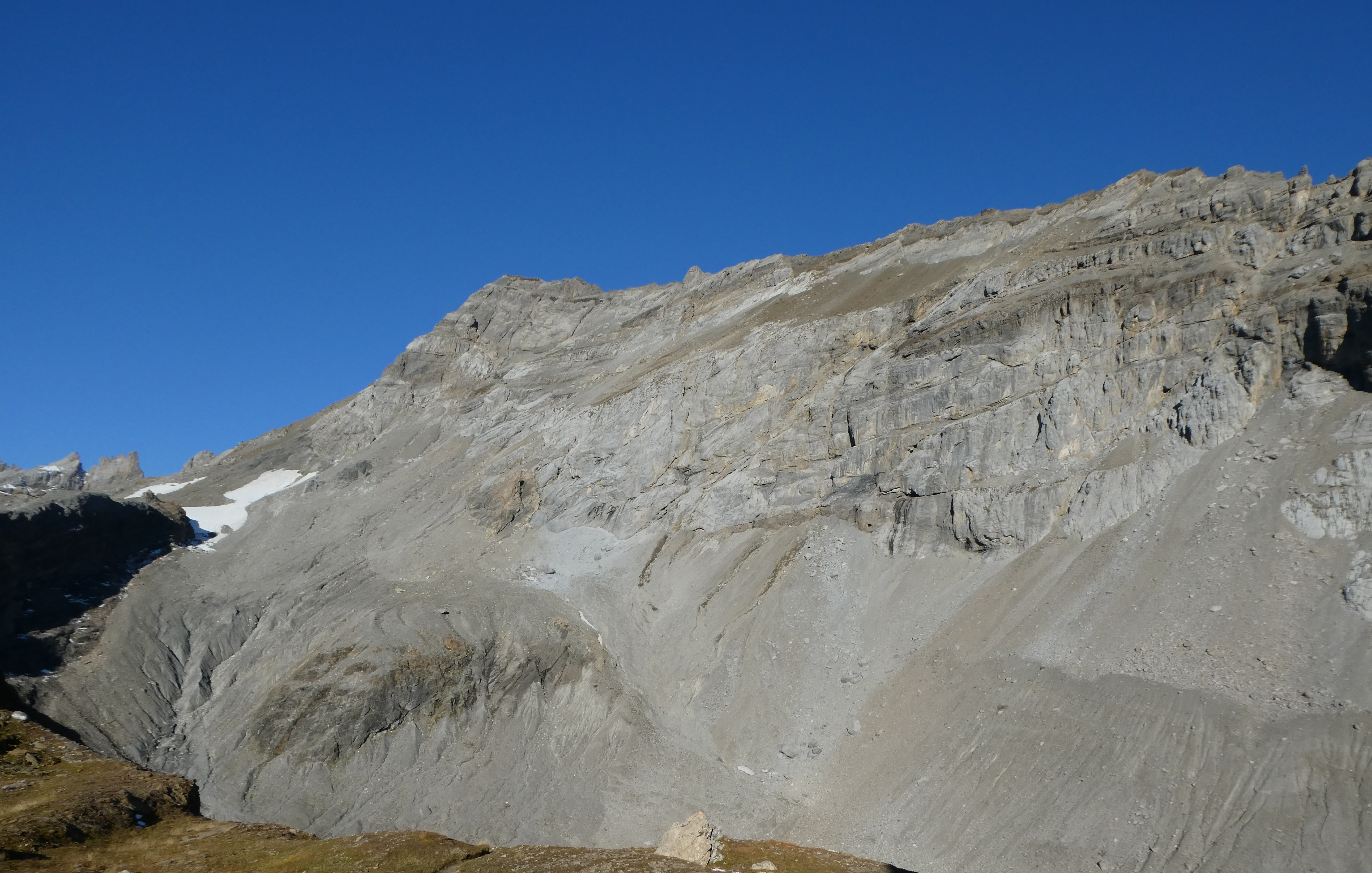

格姆斯法伊倫施托克山（Gemsfairenstock），是瑞士的山峰，位於該國中東部，處於格勞賓登州和烏里州接壤的邊界，屬於格拉魯斯山的一部分，海拔高度2,972米，人類在1854年8月15日首次登頂。